# Власьевская (Виноградовский район)
Власьевская — деревня в Виноградовском районе Архангельской области. Входит в состав Моржегорского сельского поселения.

## География
Деревня расположена в среднем течении Северной Двины, на левом берегу Вятского полоя. Напротив деревни находится остров Вятский. От деревни до Архангельска по реке — 265 км. Через деревню проходит автодорога «Моржегоры — Родионовская — Власьевская — Усть-Морж — Хетово — Рязаново». Рядом с деревней проходит автомобильная трасса М-8 «Холмогоры» (Москва — Архангельск).

## История
По постановлению ВЦИК об укрупнении волостей, от 4 октября 1926 года, в ходе второго этапа укрупнения волостей, была упразднена Власьевская волость Шенкурского уезда, а её территория вошла в состав Устьважской волости. 15 мая 1929 года, после ликвидации губернско-уездно-волостного административного деления, населённые пункты Моржегорского сельсовета, отошли к Емецкому району Архангельского округа Северного края. 14 сентября 1929 года Моржегорский сельский совет был включён в состав Березницкого (Березниковского) района.

## Население
| 2002 | 2010 | 2012 |
| ---- | ---- | ---- |
| 25   | ↘8   | ↗9   |

Численность населения, по данным Всероссийской переписи населения 2010 года, составляла 8 человек. В 2009 году числилось 14 чел., из них — 11 пенсионеров.

## Часовой пояс
Власьевская, также как и вся Архангельская область, находится в часовом поясе, обозначаемом по международному стандарту как Moscow Time Zone (MSK/MSD). Смещение относительно Всемирного координированного времени UTC составляет +3:00 (MSK, зимнее время) и +4:00 (MSD, летнее время).

### Карты
- Топографическая карта P-38-39,40. (Лист Усть-Ваеньга)
- Власьевская. Публичная кадастровая карта
- Власьевская на карте Wikimapia